# Giétrozgletscher
Der Giétrozgletscher (französisch Glacier du Giétro, manchmal auch Giétroz geschrieben) befindet sich in den südwestlichen Walliser Alpen in der Schweiz. Er ist etwa 4,2 km lang, im oberen Teil 1,5 km breit und bedeckt eine Fläche von etwa 5,5 km².

## Lage
Seinen Ursprung hat der Giétrozgletscher am Nordhang der Felsenkrete zwischen der Ruinette (3875 m ü. M.) und dem Mont Blanc de Cheilon (3870 m ü. M.). In seinem oberen Teil weist der Gletscher nur eine geringe Neigung auf. Er fliesst zunächst nach Norden, flankiert vom Mont Rouge du Giétroz im Westen, wendet sich am Fuss des Pleureur (3704 m ü. M.) aber allmählich nach Westen. Auf dem letzten Kilometer fällt der Giétrozgletscher mit einer Neigung von 40 % steil ab und ist stark zerklüftet. Die Gletscherzunge liegt derzeit auf einer Höhe von rund 2600 m. Ein kleiner Teil des Gletschers fliesst über den Col de Cheilon (3243 m ü. M.) zum Cheilongletscher im hinteren Val d’Hérémence.
Das Wasser des Giétrozgletschers fliesst in den Stausee Lac de Mauvoisin und von dort mit der Dranse de Bagnes durch das Val de Bagnes zur Rhone.

## Eisstürze

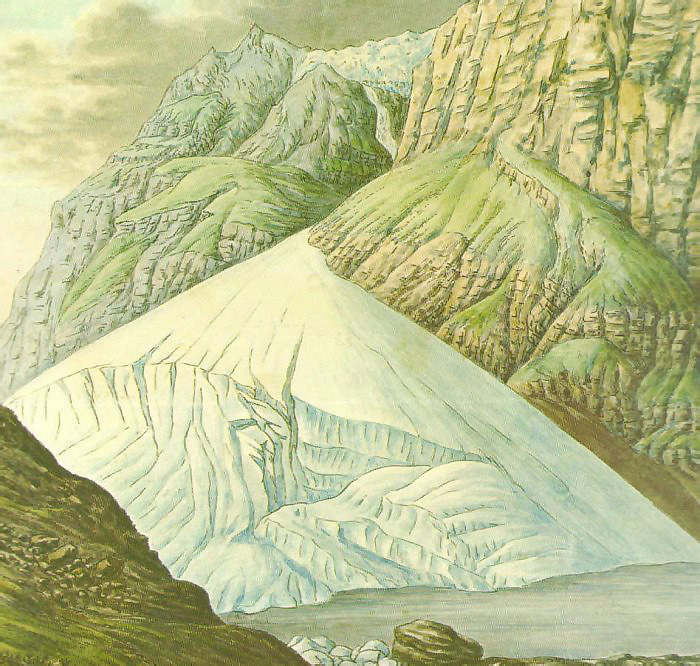
Giétrozgletscher im Jahre 1818 (Hans Conrad Escher von der Linth)

Während der Kleinen Eiszeit reichte der Giétrozgletscher weiter den Steilhang im Gebiet der heutigen Gletscherzunge hinunter und hatte in diesem Bereich vor allem ein deutlich grösseres Volumen. Deshalb kam es vom 16. bis zum 19. Jahrhundert immer wieder zu spektakulären Eisstürzen (genannt Canonnades du Giétroz), welche den Talboden der Dranse de Bagnes im Bereich der heutigen Staumauer des Lac de Mauvoisin zuschütteten. Hinter dieser Eismauer staute sich jeweils ein See auf. Die Ausbrüche des Sees verursachten oftmals im ganzen Val de Bagnes Hochwasserschäden.
Die katastrophalste Flutwelle ereignete sich 1595 und forderte 140 Menschenleben. Nach einem Eissturz im Jahre 1818 wurde unter der Leitung von Ignaz Venetz ein Stollen durch den Eisdamm getrieben, der das aufgestaute Wasser ableiten sollte. Nachdem der See zu einem Drittel entleert war, brach jedoch der Eisdamm und die nachfolgende Flutwelle riss wiederum 44 Menschen in den Tod (34 davon in der Stadt Martigny).
Durch das Abschmelzen des gefährlichen unteren Teils der Gletscherzunge hat sich die Gefahrensituation im 20. Jahrhundert deutlich entspannt. Seit der Lac de Mauvoisin aufgestaut wurde, würden allfällige Eisstürze in den See erfolgen. Die Situation an der Gletscherzunge wird mit Messungen überwacht. Bei einem bevorstehenden grösseren Abbruch könnte ein Teil des Sees abgelassen werden, so dass der Eissturz nicht zu einem Überschwappen des Sees über die Staumauer führen würde.